# Grimpa-soques turdí
El grimpa-soques turdí (Dendrocincla turdina) és una ocell sud-americà de la família dels furnàrids.

## Hàbitat i distribució
Habita la selva humida i altres zones boscoses de les terres baixes de l'est i sud-est del Brasil, el Paraguai i nord-est de l'Argentina.